# دستور (کتاب صادقی و ارژنگ)
دستور نام سه جلد کتاب در حوزهٔ دستور زبان فارسی اثر علی‌اشرف صادقی و غلامرضا ارژنگ است که برای سال دوم، سوم و چهارم متوسطه (رشتهٔ فرهنگ و ادب) نوشته و منتشر شدند. 
این کتاب‌ها که مبتنی بر نظریهٔ نقش‌گرایی آندره مارتینه هستند، از مهم‌ترین منابع در زمینهٔ دستور زبان فارسی به شمار می‌روند.